# The Dreams We Have as Children
The Dreams We Have as Children è una raccolta di brani registrati presso la Royal Albert Hall di Londra il 27 marzo 2007 da Noel Gallagher e Gem Archer, entrambi membri all'epoca della band inglese Oasis, a sostegno dell'associazione benefica Teenage Cancer Trust.

## Descrizione
Il titolo dell'album deriva dal testo di Fade Away, una canzone degli Oasis.
Cinque brani sono stati disponibili per cinque giorni in download gratuito su iTunes, le altre undici canzoni sono state distribuite con un cd gratuito allegato al Sunday Times. L'album intero poi è stato messo in vendita unicamente in forma digitale. È stato al primo posto della iTunes album chart per più di una settimana, ma è stato escluso dalla Official UK Album Chart perché non pubblicato su un supporto fisico.
Un paio di tracce, Don't Look Back in Anger e The Butterfly Collector, erano già state pubblicate nel Teenage Cancer Trust DVD (2008).
L'album è stato realizzato e pubblicato per promuovere i successivi concerti per il Teenage Cancer Trust tenutisi presso la Royal Albert Hall nel marzo 2009.
Furono due le serate organizzate da Gallagher e Archer per l'evento a favore del Teenage Cancer Trust, l'album pubblicato è infatti la registrazione della seconda data. Il giorno prima, il 26 marzo 2007, Noel Gallagher aveva eseguito con la medesima formazione la stessa scaletta, aggiungendo però alla fine Strawberry Fields Forever, una canzone dei Beatles.

## Tracce
Testi e musiche di Noel Gallagher, eccetto dove indicato.

### Brani scaricabili gratuitamente
Il sito del Times ha pubblicato per 5 giorni un link, diverso ogni giorno e disponibile solo per 24 ore, che ha permesso di scaricare gratuitamente tramite iTunes una canzone del live.
- (It's Good) To Be Free - 3:33 - (martedì 10 marzo)
- Talk Tonight - 4:31 - (mercoledì 11 marzo)
- Cast No Shadow - 4:42 - (giovedì 12 marzo)
- The Importance of Being Idle - 3:35 - (venerdì 13 marzo)
- Don't Look Back in Anger - 5:11 - (sabato 14 marzo)

### CD
CD gratuito allegato al The Sunday Times di domenica 15 marzo.
1. Fade Away - 5:06
2. Listen Up - 4:48
3. Half the World Away - 4:04
4. The Butterfly Collector (con Paul Weller) (Paul Weller) - 4:25
5. All You Need Is Love (con Paul Weller) (Lennon / McCartney) - 3:25
6. Don't Go Away - 4:04
7. Sad Song - 4:22
8. Wonderwall - 4:48
9. Slide Away - 6:14
10. There Is A Light That Never Goes Out (Morrissey / Johnny Marr) - 4:47
11. Married With Children - 3:22

### Versione digitale
Album scaricabile a pagamento dal 16 marzo 2009. Contiene tutte le canzoni precedentemente disponibili per il download gratuito e quelle apparse sul CD.
1. (It's Good) To Be Free
2. Talk Tonight
3. Fade Away
4. Cast No Shadow
5. Half the World Away
6. The Importance of Being Idle
7. The Butterfly Collector (con Paul Weller) (Paul Weller)
8. All You Need Is Love (con Paul Weller) (Lennon / McCartney)
9. Don't Go Away
10. Listen Up
11. Sad Song
12. Wonderwall
13. Slide Away
14. There Is A Light That Never Goes Out (Morrissey / Johnny Marr)
15. Don't Look Back in Anger
16. Married With Children

## Formazione
- Noel Gallagher - voce, chitarra acustica
- Gem Archer - chitarra elettrica, tastiere
- Terry Kirkbride - percussioni
- Paul Weller - chitarra acustica, voce (in The Butterfly Collector e All You Need Is Love)